# Vercors
Vercors je pohoří nacházející se ve Francii v departementech Isére a Drôme. Masiv je vápencový a svou svérázností je v rámci francouzských alp ojedinělá. Nejvyšším vrcholem je Grand Veymont (2341 m). Oblast Vercors je symbolem za hnutí odporu proti německé říši za druhé světové války. Svůj pseudonym si podle ní zvolil spisovatel Jean Bruller.

## Charakteristika
Jedná se o vápencovou náhorní planinu vyzdviženou do průměrné výšky 1500 metrů. Ta je rozdělena mnoha vodními toky do hlubokých kaňonů (Combe Laval, Engins, Nan nebo Bourne). Celá oblast je velmi vyhledávána speleology pro své krasové planiny, jež jsou pokryty četnými závrty, škrapy či jeskyněmi. Voda zde ve vyvěračkách vyhlubuje hluboké propasti či soutěsky.

## Členění
Geomorfologicky se pohoří dělí na dvě části. Vyhledávanější je centrální část, kde se nalézají nejvyšší vrcholy. Druhá, méně známá a tudíž ne tolik nepopulární je západní část pohoří. Na jihu masivu leží jistě nejpohlednější hora pohoří a jeho symbol - Mont Aiguille (2086 m). Poblíž města Die se nabízejí jedinečné scenérie v Cirque d´Archiane.

### Vrcholy

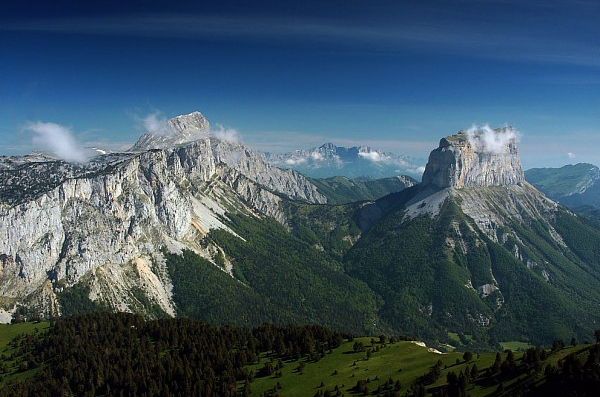
Grand Veymont a Mont Aiguille

- Grand Veymont (2341 m)
- Grande Moucherolle (2284 m)
- Petite Moucherolle (2156 m)
- Arêtes du Gerbier (2109 m)
- Sommet de Malaval (2097 m)
- Mont Aiguille (2086 m)
- Rochers de la Balme (2063 m)
- Roc Cornafion (2049 m)
- Dôme ou Pié Ferré (2041 m)
- Tête des Chaudières (2029 m)
- Moucherotte (1901 m)

## Turismus
Světově proslulé propasťovité jeskyně Gouffre Berger se nacházejí právě v masivu Vercors na planině Sornin. Ještě po druhé světové válce byl největší z propastí svou hloubkou -1141 m označována za nejhlubší na světě.
Na ploše 135 000 ha byl v roce 1970 vyhlášen přírodní park Parc naturel regional du Vercors. Původní horskou, divokou přírodu zde chrání přísné předpisy, které zakazují jakýkoli zásah člověka i třeba stavby turistických chat.

## Externí odkazy

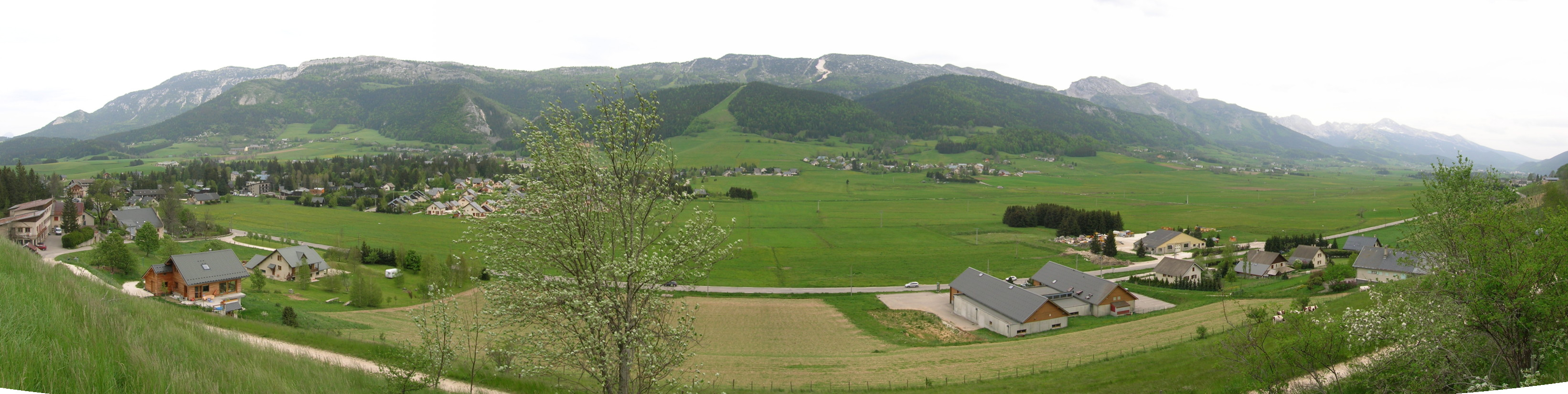
Panorama Vercors